# Дешлер (Небраска)
Дешлер (англ. Deshler) — місто (англ. city) в США, в окрузі Теєр штату Небраска. Населення — 752 особи (2020).

## Географія
Дешлер розташований за координатами 40°8′23″ пн. ш. 97°43′24″ зх. д. / 40.13972° пн. ш. 97.72333° зх. д. (40.139627, -97.723422).  За даними Бюро перепису населення США в 2010 році місто мало площу 1,31 км², уся площа — суходіл.

## Демографія
Згідно з переписом 2010 року, у місті мешкало 747 осіб у 322 домогосподарствах у складі 200 родин. Густота населення становила 568 осіб/км².  Було 392 помешкання (298/км²).
Расовий склад населення:
| - 99,3 % — білих - 0,4 % — корінних американців |

До двох чи більше рас належало 0,3 %. Частка іспаномовних становила 0,5 % від усіх жителів.
За віковим діапазоном населення розподілялося таким чином: 23,4 % — особи молодші 18 років, 50,8 % — особи у віці 18—64 років, 25,8 % — особи у віці 65 років та старші. Медіана віку мешканця становила 47,0 року. На 100 осіб жіночої статі у місті припадало 91,0 чоловіків;  на 100 жінок у віці від 18 років та старших — 86,3 чоловіків також старших 18 років.
Середній дохід на одне домашнє господарство  становив 46 150 доларів США (медіана — 37 155), а середній дохід на одну сім'ю — 56 263 долари (медіана — 46 250). За межею бідності перебувало 7,1 % осіб, у тому числі 12,9 % дітей у віці до 18 років та 4,4 % осіб у віці 65 років та старших.
Цивільне працевлаштоване населення становило 318 осіб. Основні галузі зайнятості: освіта, охорона здоров'я та соціальна допомога — 31,4 %, виробництво — 27,7 %, роздрібна торгівля — 8,5 %, науковці, спеціалісти, менеджери — 7,2 %.